# 294 Felicia
Felicia (định danh hành tinh vi hình: 294 Felicia) là một tiểu hành tinh cỡ lớn ở vành đai chính. Nó có đường kính khoảng 35 km và có chu kỳ quỹ đạo là 5,5 năm. Ngày 15 tháng 7 năm 1890, nhà thiên văn học người Pháp Auguste H. Charlois phát hiện tiểu hành tinh Felicia khi ông thực hiện quan sát ở Nice, Pháp và không biết rõ nguồn gốc tên của nó.